# Claude Bissot
Claude Bissot (* 15. Mai 1947 in Érezée; † 11. April 1996 in Neupré) war ein belgischer Fußballspieler. 

## Karriere
Bissot bestritt im Seniorenbereich beim Ligarückkehrer Sporting Charleroi (zuletzt 1956/57 erstklassig) in der Saison 1966/67 in der 1. Division, der höchsten Spielklasse im belgischen Fußball, erstmals Punktspiele. Bis Saisonende 1971/72, die letzte Saison jedoch in der 2. Division spielend, gehörte er dem Verein an, bevor er sich nach Lüttich veränderte. International kam er für seinen Verein im Wettbewerb um den Messestädte-Pokal 1969/70 in den jeweiligen Hin- und Rückspielen der 1. und 2. Runde zu vier Spielen. Bei seiner Premiere am 3. September 1969 beim 2:1-Sieg über den NK Zagreb im heimischen Stade du Pays de Charleroi erzielte er mit dem Treffer zum 1:0 in der sechsten Minute sogleich sein erstes von insgesamt fünf Toren. Je zweimal war er beim 3:1-Sieg im Rückspiel und beim 3:1-Sieg im Hinspiel gegen den FC Rouen mit Toren erfolgreich. Damit zählte er zu den besten Torschützen und erzielte fünf Tore weniger als Paul van Himst vom RSC Anderlecht, der die meisten Tore in diesem Wettbewerb erzielte und mit seiner Mannschaft im Finale dem FC Arsenal mit 0:3 unterlegen war. 
Mit dem RFC Lüttich war er von 1972 bis 1976 durchgängig in der 1. Division vertreten. Mit dem sechsten Platz am Saisonende 1973/74 erzielte er mit seiner Mannschaft das beste Ergebnis.
Anschließend war er ab 1976 in Bastogne für den dort ansässigen RLC Bastogne in der seinerzeit 3. Division aktiv und ließ im weiteren Verlauf in Arlon beim dort ansässigen FC Jeunesse Lorraine Arlon seine Spielerkarriere ausklingen.

## Erfolge
- Zweiter Belgische Meisterschaft 1969

## Sonstiges
Die Schauspielerin Stéphane Bissot ist die Tochter von Claude Bissot, der 1996 im Alter von 48 Jahren an Amyotrophe Lateralsklerose starb. 